# Biu (planalto)

Principais características geológicas perto da linha de Camarões

O Biu Plateau (platô ou planalto de Biu) é uma área de altiplano no Nordeste da Nigéria que contém muitos vulcões recentemente extintos. Abrange aproximadamente5 200 km2 (2 000 sq mi) e tem uma elevação média de 700 m (2 300 pé). O planalto situa-se entre a Bacia do Alto Benue ao sul e a bacia do Chade ao norte. Pontos altos são Wade Hill em 775 m (2 500 pé) acima do nível do mar e Wiga Hill, a bem mais 800 m (2 600 pé). O planalto é a fonte de muitos afluentes do rio Gongola, que cortaram gargantas profundas. Ao norte, o planalto inclina-se suavemente para as planícies de Bauchi e a bacia do Chade.
Há evidências de atividade vulcânica precoce na área durante o Cretáceo, que terminou há cerca de 66 milhões de anos. No entanto, o planalto foi construído em torno do final do Mioceno, e a maior parte das rochas são basaltos Plioceno que têm erupcionado a partir de pequenas aberturas ou fissuras e, em seguida, espalhar em uma fina camada sobre grandes áreas. A atividade retomou no Quaternário com fluxos finos de lava, emissão de pequenos cones de escória e enchendo os vales. A maioria dos basaltos data entre 7 e 2 milhões de anos atrás, mas alguns têm menos de um milhão de anos. O planalto inclui muitos pequenos cones piroclásticos causados por explosões quando a água penetrou para baixo e entrou em contato com a lava fresca. Há um número de cones vulcânicos bem-conservados que se levantam acima do platô ao longo de um eixo de NNW-SSE na zona vulcânica de Miringa.
Alguns geólogos consideram que a atividade vulcânica no planalto de Biu está associada à atividade na linha de Camarões ao sul.<